# Konklave September 1590
Das Konklave vom September 1590 trat nach dem Tod von Papst Sixtus V. († 27. August 1590) zusammen und tagte vom 7. bis zum 15. September 1590 in Rom. Es dauerte acht Tage und wählte Urban VII. zum Papst.

## Kardinalskollegium

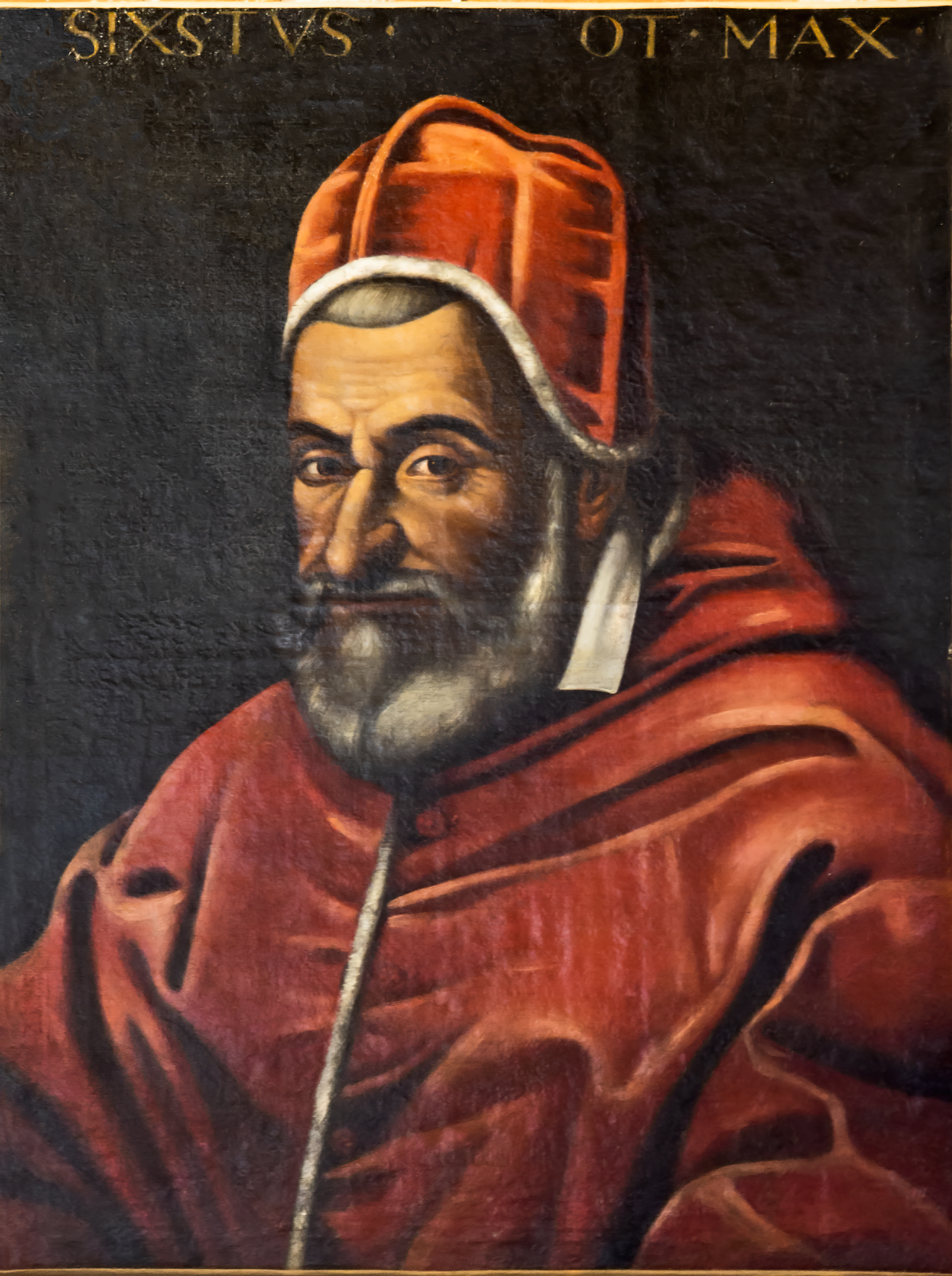
Sixtus V.

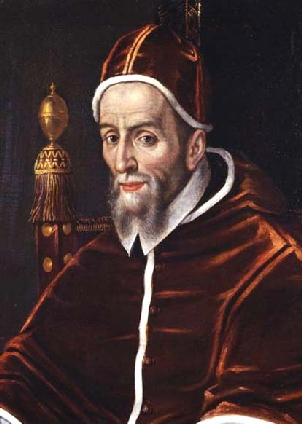
Urban VII.

Als Papst Sixtus V. starb, zählte das Kardinalskollegium 67 Kardinäle.

### Teilnehmer
Die 54 am Konklave teilnehmenden Kardinäle waren:
- Giovanni Antonio Serbelloni, Kardinalbischof von Ostia e Velletri, Kardinaldekan
- Alfonso Gesualdo, Kardinalbischof von Porto e Santa Rufina, Kardinalsubdekan
- Innico d’Avalos d’Aragona OS, Kardinalbischof von Frascati
- Marco Antonio Colonna seniore, Kardinalbischof von Palestrina
- Tolomeo Gallio, Kardinalbischof von Sabina
- Gabriele Paleotti, Erzbischof von Bologna und Kardinalbischof von Albano
- Girolamo Simoncelli
- Markus Sittikus von Hohenems
- Ludovico Madruzzo
- Michele Bonelli OP
- Antonio Carafa
- Giulio Antonio Santorio
- Girolamo Rusticucci
- Nicolas de Pellevé, Erzbischof von Sens
- Gian Girolamo Albani
- Pedro de Deza
- Giovanni Vincenzo Gonzaga, O.Hosp.S.Joh.Hieros.
- Giovanni Antonio Facchinetti de Nucce.[Anm. 1]
- Giambattista Castagna[Anm. 2]
- Alessandro Ottaviano de’ Medici, Erzbischof von Florenz[Anm. 3]
- Giulio Canani, Bischof von Adria
- Niccolò Sfondrati, Bischof von Cremona[Anm. 4]
- Antonmaria Salviati
- Agostino Valier, Bischof von Verona
- Vincenzo Lauro
- Filippo Spinola
- Simeone Tagliavia d’Aragonia
- Scipione Lancellotti
- Francesco Sforza
- Alessandro Damasceni Perretti
- Giovanni Battista Castrucci, Erzbischof von Chieti
- Federico Cornaro seniore O.S.Io.Hieros., Bischof von Padua
- Ippolito de’ Rossi, Bischof von Pavia
- Domenico Pinelli seniore
- Ippolito Aldobrandini seniore, Kardinalgroßpönitentiar[Anm. 5]
- Girolamo della Rovere, Erzbischof von Turin
- Girolamo Bernerio OP, Bischof von Ascoli Piceno
- Antonio Maria Gallo, Bischof von Perugia
- Costanzo da Sarnano, OFMConv
- Girolamo Mattei
- Benedetto Giustiniani
- Ascanio Colonna
- William Allen
- Scipione Gonzaga
- Antonmaria Sauli, Erzbischof von Genua
- Giovanni Evangelista Pallotta, Erzbischof von Cosenza, Pro-Datarius Seiner Heiligkeit
- Juan Hurtado de Mendoza
- Federico Borromeo seniore
- Gianfrancesco Morosini, Bischof von Brescia
- Agostino Cusani
- Francesco Maria Bourbon Del Monte
- Mariano Pierbenedetti, Bischof von Martirano
- Gregorio Petrocchini OESA
- Guido Pepoli

### Nicht am Konklave teilnehmende Kardinäle
Nicht am Konklave teilnehmen konnten die folgenden 13 Kardinäle:
- Andreas von Österreich, Bischof von Brixen und von Konstanz
- Albrecht von Österreich
- Gaspar de Quiroga y Vela, Erzbischof von Toledo
- Rodrigo de Castro Osorio, Erzbischof von Sevilla
- François de Joyeuse, Erzbischof von Toulouse
- Jerzy Radziwill, Bischof von Wilna
- Charles de Bourbon de Vendôme, Erzbischof von Rouen
- Andreas Báthory, Bischof von Ermland
- Enrico Caetani, Camerlengo der Heiligen Römischen Kirche
- Philippe de Lénoncourt
- Pierre de Gondi, Bischof von Paris
- Hughes de Loubenx de Verdalle O.S.Io.Hieros.
- Charles de Lorraine-Vaudémont, Bischof von Metz

### Kardinalserhebungen
Die im Konklave anwesenden Kardinäle wurden von folgenden Päpsten zum Kardinalat erhoben:
- 25 Kardinäle von Papst Sixtus V.
- 14 Kardinäle von Papst Gregor XIII.
- 6 Kardinäle von Papst Pius V.
- 8 Kardinäle von Papst Pius IV.
- 1 Kardinal von Papst Julius III.